# Фейрмаунт-Гайтс (Меріленд)
Фейрмаунт-Гайтс (англ. Fairmount Heights) — місто (англ. town) в США, в окрузі Графство принца Георга штату Меріленд. Населення — 1528 осіб (2020).

## Географія
Фейрмаунт-Гайтс розташований за координатами 38°54′5″ пн. ш. 76°54′55″ зх. д. / 38.90139° пн. ш. 76.91528° зх. д. (38.901512, -76.915287).  За даними Бюро перепису населення США в 2010 році місто мало площу 0,70 км², уся площа — суходіл.

## Демографія
Згідно з переписом 2010 року, у місті мешкали 1494 особи в 517 домогосподарствах у складі 370 родин. Густота населення становила 2145 осіб/км².  Було 589 помешкань (846/км²).
Расовий склад населення:
| - 88,6 % — чорних або афроамериканців - 2,9 % — білих - 0,8 % — азіатів - 0,4 % — корінних американців - 5,3 % — осіб інших рас |

До двох чи більше рас належало 1,9 %. Частка іспаномовних становила 8,1 % від усіх жителів.
За віковим діапазоном населення розподілялося таким чином: 24,8 % — особи молодші 18 років, 63,2 % — особи у віці 18—64 років, 12,0 % — особи у віці 65 років та старші. Медіана віку мешканця становила 37,3 року. На 100 осіб жіночої статі у місті припадало 96,8 чоловіків;  на 100 жінок у віці від 18 років та старших — 89,5 чоловіків також старших 18 років.
Середній дохід на одне домашнє господарство  становив 62 021 долар США (медіана — 53 261), а середній дохід на одну сім'ю — 70 926 доларів (медіана — 59 167). Медіана доходів становила 32 083 долари для чоловіків та 47 222 долари для жінок. За межею бідності перебувало 17,1 % осіб, у тому числі 35,7 % дітей у віці до 18 років та 18,1 % осіб у віці 65 років та старших.
Цивільне працевлаштоване населення становило 708 осіб. Основні галузі зайнятості: науковці, спеціалісти, менеджери — 24,7 %, освіта, охорона здоров'я та соціальна допомога — 21,5 %, роздрібна торгівля — 11,7 %, мистецтво, розваги та відпочинок — 8,9 %.